# Johann Kirchmann
Johann Kirchmann, noto anche come Johannes Kirchmann, (Lubecca, 18 gennaio 1575 – Lubecca, 20 marzo 1643) è stato un filologo, storico e pedagogo tedesco.

## Biografia
Nel 1603 divenne professore di poesia all'università di Rostock e in seguito, dal 1613, rettore del Katharineum di Lubecca, un Gymnasium risalente al 1531.
Fu anche uno dei membri fondatori della biblioteca municipale di Lubecca, creata nel 1616 con la riunione delle opere conservate nel municipio cittadino, nelle scuole di grammatica e nelle chiese.
È il padre del Johann Kirchmann (1615-1687), che fu borgomastro della città di Schleswig.

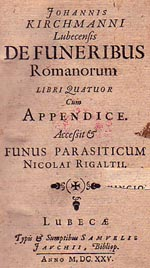
Frontespizio del de Funeribus Romanorum nell'edizione di Lubecca pubblicata nel 1625.

## Opere
Tra le altre, ha pubblicato:
- de Funeribus Romanorum, Hambourg, 1605: quest'opera, ristampata più volte si interessa dei costumi funerari dell'antica Roma.
- de Annulis liber singularis, Lubecca, 1623, trattato sull'uso degli anelli.
- Rudimenta rhetorica, 1652, trattato postumo sulla retorica.
- Rudimenta logicae Peripateticae, 1669,  trattato postumo sulla logica.